# AOMG
AOMG est un label indépendant sud-coréen dirigé par Jay Park. AOMG est un acronyme signifiant "Above Ordinary Music Group" ou "Always On My Grind",.

## Histoire
Jay Park a fondé AOMG en fin septembre 2013. Il avait initialement signé avec le compositeur Jun Goon, le chanteur et producteur Gray et Cha Cha Malone, un producteur et danseur au sein du crew de danse de Jay Park Art of Movement. Le label a organisé sa fête d'inauguration en octobre à "The A" à Séoul avec Ben Baller comme hôte. Le même mois, le label a sorti son premier album qui était le mini-album de Gray, intitulé Call Me Gray.
En mars 2014, Simon Dominic annonce qu'il rejoint AOMG en tant que co-PDG plusieurs mois après son départ de son ancien label Amoeba Culture. Les artistes Elo, Loco, Ugly Duck, DJ Wegun, DJ Pumkin et Hoody ont rejoint AOMG au cours des deux années suivantes.
En janvier 2016, l'agence de médias sud-coréenne CJ E&M a annoncé qu'ils ont formé un partenariat stratégique avec AOMG. CJ E&M a déclaré qu'ils "supportent" AOMG dans la distribution et le marketing, tandis qu'AOMG continue à garder le contrôle sur sa musique.
En 2020, Lee Hi rejoint le label et fait son premier retour avec Holo depuis qu'elle a quitté YG Entertainment  .

## Artistes

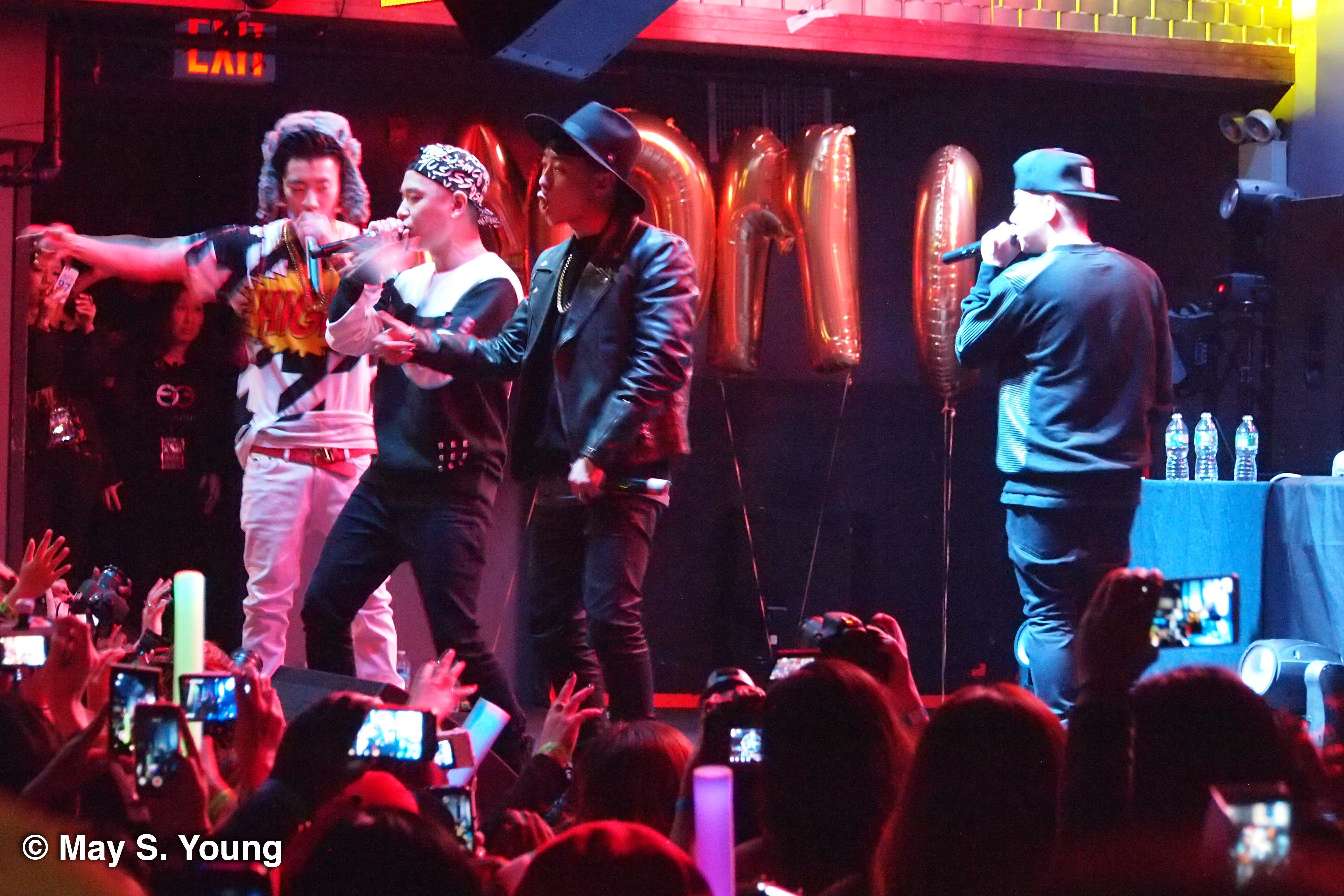
Jay Park, Simon D, Gray, Loco - 2014 United States Tour

- Jay Park (fondateur, PDG, chanteur et rappeur)
- Simon Dominic (rappeur)
- Gray (chanteur, producteur, rappeur)
- Hoody (chanteuse)
- Loco (rappeur)
- Ugly Duck (rappeur)
- Elo (chanteur)
- Woo Won-jae (rappeur)
- Chan Sung Jung plus connu sous le surnom de "The Korean Zombie" (sportif de MMA)
- Lee Hi (chanteuse)
- Yugyeom (chanteur)

## Sorties

### Albums et EPs
| Titre                 | Artiste              | Année |
| --------------------- | -------------------- | ----- |
| Call Me Gray          | Gray                 | 2013  |
| Evolution             | Jay Park             | 2014  |
| Locomotive            | Loco                 | 2014  |
| Won & Only            | Simon Dominic        | 2015  |
| Worldwide             | Jay Park             | 2015  |
| Scene Stealers        | Jay Park & Ugly Duck | 2016  |
| 8 Femmes              | Elo                  | 2016  |
| Everything You Wanted | Jay Park             | 2016  |

### Singles digitaux
| Titre                               | Artiste(s)                              | Année |
| ----------------------------------- | --------------------------------------- | ----- |
| "Hold Me Tight"                     | Loco                                    | 2014  |
| "Metronome"                         | Jay Park                                | 2014  |
| "NaNa"                              | Jay Park                                | 2014  |
| "The Promise"                       | Jay Park                                | 2014  |
| "Your Love"                         | Elo (ft. The Quiett)                    | 2015  |
| "Just Do It (하기나 해)"            | Gray (ft. Loco)                         | 2015  |
| "MOMMAE (몸매)"                     | Jay Park (ft. Ugly Duck)                | 2015  |
| "Whatever"                          | Ugly Duck (ft. Mayson the Soul, U-Turn) | 2015  |
| "Respect"                           | Loco (ft. Gray)                         | 2015  |
| "Awesome"                           | Loco (ft. Gray)                         | 2015  |
| "Solo"                              | Jay Park (ft. Hoody)                    | 2015  |
| "My Last"                           | Jay Park (ft. Loco, Gray)               | 2015  |
| "Simon Dominic (사이먼 도미닉)"     | Simon Dominic                           | 2015  |
| "W & Only ft. Jay Park"             | Simon Dominic                           | 2015  |
| "A Piece of Cake (누워서 떡 먹기)"  | Ugly Duck, DJ Wegun                     | 2015  |
| "Asia"                              | Ugly Duck (ft. Reddy, JJJ, DJ Scratch)  | 2015  |
| "All I Wanna Do"                    | Jay Park                                | 2016  |
| "Friends With Benefits"             | ELO (ft. Hoody)                         | 2016  |
| "Like You"                          | Hoody                                   | 2016  |
| "Good"                              | Gray & Loco (ft ELO)                    | 2016  |
| "Ain't No Party Like An AOMG Party" | Jay Park & Ugly Duck                    | 2016  |
| "ㅎㄷㄷPUT'EM UP"                   | Jay Park & Ugly Duck                    | 2016  |
| "I Don't Disappoint"                | Jay Park                                | 2016  |
| "Rose"                              | ELO                                     | 2016  |

## Tournées
- AOMG 2014 United States Tour[8]

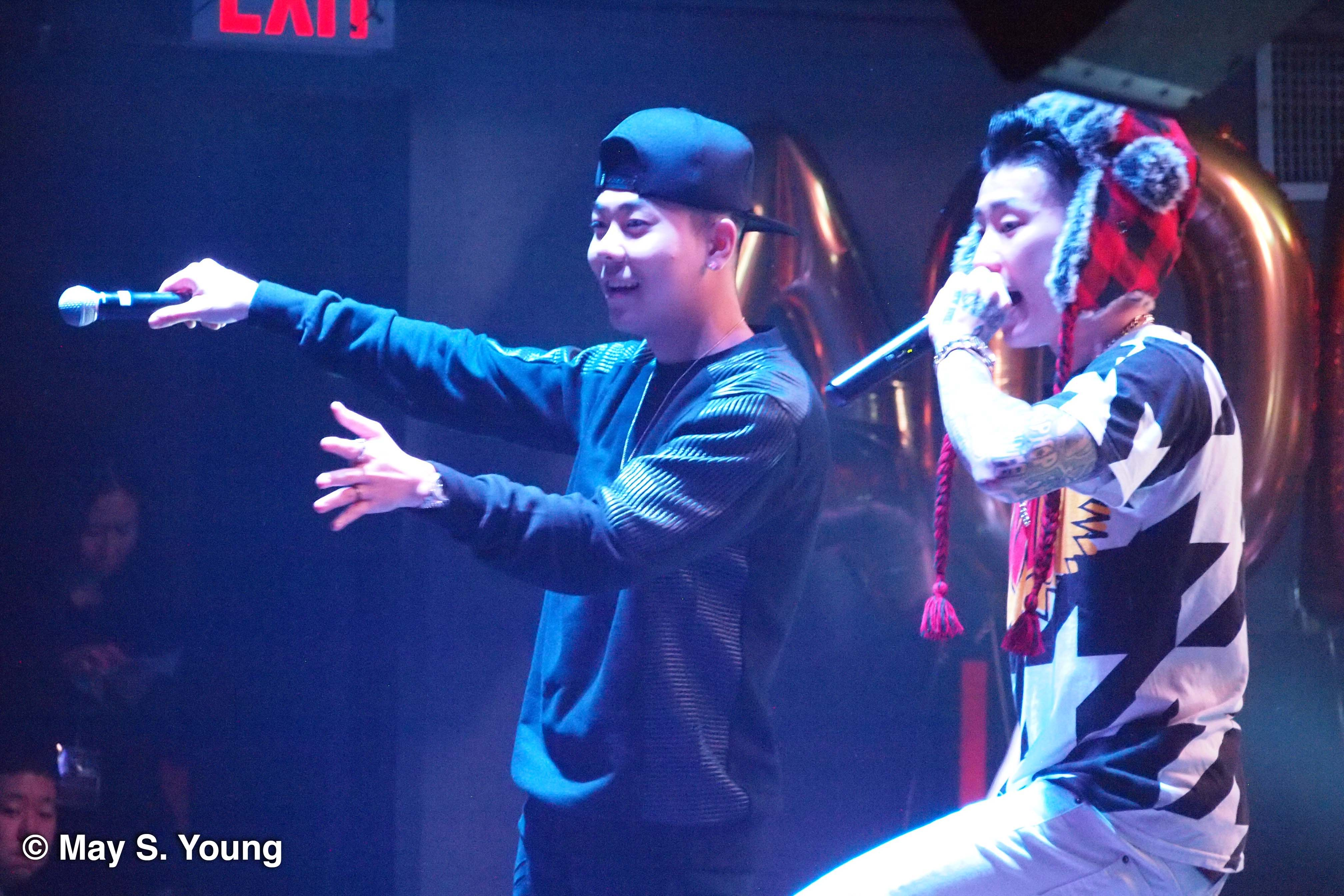
Loco et Jay Park - 2014 United States Tour

  - Los Angeles, Belasco Theater (14 novembre 2014)
  - New York, Stage 48 (15 novembre 2014)
  - Washington, DC, Echostage (20 novembre 2014)
- AOMG 2016 United States Tour
- Follow The Movement 2016 Tour[9]
  - Séoul, Blue Square (29 et 30 janvier 2016)
  - Busan, BEXCO (13 février 2016)
  - Daegu, EXCO (21 février 2016)
- Follow The Movement 2016 American Tour[10]
  - Chicago, House of Blues (5 avril 2016)
  - New York, Playstation Theater (8 avril 2016)
  - Houston, Warehouse Live (11 avril 2016)
  - Dallas, The Bomb Factory (12 avril 2016)
  - Las Vegas, House of Blues (13 avril 2016)
  - Los Angeles, Wiltern Theater (14 avril 2016)
  - San Francisco, Warfield Theater (16 avril 2016)
  - Seattle, Showbox Sodo (17 avril 2016)